# Prusias
Prusias is een geslacht van spinnen uit de  familie van de Sparassidae (jachtkrabspinnen).

## Soorten
- Prusias brasiliensis Mello-Leitão, 1915
- Prusias lanceolatus Simon, 1897
- Prusias nugalis O. P.-Cambridge, 1892
- Prusias semotus (O. P.-Cambridge, 1892)